# Morgane Adolphi
Morgane Adolphi (17 de setembre de 1988) és una futbolista francesa. Juga com a defensa i el seu club actual és el Vie au grand air de Saint-Maur de la Ligue de Paris Île-de-France de football.

## Clubs
| Club             | País   | Any         |
| ---------------- | ------ | ----------- |
| AS Choisy Le Roi | França | 1994-2001   |
| Juvisy FCF       | França | 2001 - 2009 |
| VGA Saint-Maur   | França | 2009 - 2011 |
| COM Bagneux      | França | 2011 - 2012 |
| VGA Saint-Maur   | França | 2012 - 2017 |

## Palmarés

### Campionats nacionals
| Títol                                | Club            | País   | Any  |
| ------------------------------------ | --------------- | ------ | ---- |
| Division 1 Féminine                  | Juvisy FCF      | França | 2006 |
| Copa de França                       | Juvisy FCF      | França | 2006 |
| Campionat universitari Île-de-France | Staps Paris XII | França | 2007 |